# Oratorio dei Sette Dormienti
Oratorio dei Sette Dormienti ou Oratório dos Sete Adormecidos era um antigo oratório de Roma, Itália, localizado no rione Celio, na via di porta San Sebastiano. Era dedicada aos Sete Adormecidos de Éfeso.

## História
O oratório, mencionado no Códice de Turim como um "oratório de São Gabriel Arcanjo", foi descoberto por Mariano Armellini, em 1875, no interior de um grupo de casas em vigna Pallavicini sendo utilizado como um depósito de queijos. Foi construído no século XII no interior de uma estrutura da época romana, provavelmente uma casa com vários andares. Dada a lotação do centro da cidade, foi muitas vezes abandonado em prol de outras igrejas próximas; primeiro no início do século XIV, depois, logo após de uma restauração realizada pelo papa Clemente XI (1710), quando foi abandonado e transformado num depósito de um conjunto de casas que, com o tempo, foi sendo ampliando à sua volta e por cima da estrutura.
Foi nestas condições que Mariano Armellini, na segunda metade do século XIX, o encontrou. No século seguinte, o oratório foi finalmente isolado do resto das estruturas e restaurado em 1962.
Apesar de dedicado ao Arcanjo Gabriel, é conhecido como o "Oratório dos Sete Adormecidos", mártires de Éfeso do século III que, depois de serem emparedados vivos numa gruta, foram encontrados dois séculos depois, ainda vivos e "adormecidos".
O oratório e os ambientes vizinhos são agora propriedade da família Pallavicini, que restaurou o local às condições originais.

## Descrição
Na época da descoberta, foi assim que Armellini descreveu o local:
| “ | É um oratório que foi dedicado ao Arcanjo Gabriel, da qual resta, no nicho no fundo, uma imagem de uma figura em oração com os braços abertos, e, acima da imagem, aparece seu nome: Gabriel. É verdadeiramente deplorável que um monumento assim, conhecido por sua história de culto e pelas pinturas que decoravam todas as suas paredes, esteja abandonado e reduzido a um celeiro campestre e depósito de imundícies. A pintura da luneta superior da parede fundo é um busto do Salvador entre um coro de anjos que o adoram. Nos ângulos da luneta ainda estão retratos de dois personagens que ofereceram a pintura e que hoje são conhecidos pelas pinturas na basílica subterrânea de San Clemente. É o casal Beno de Rapiza e Maria, que viveram entre os séculos XII e XIII, da mesma época que a pintura; abaixo das pinturas estão os nomes de Beno e Maria. Muitas figuras de anjos e santos monges gregos e de santos com a cabeça nas nuvens adornam as paredes laterais deste oratório que descobri há onze anos mais ou menos. | ” |
|   | — Armellini. |   |

As investigações arqueológicas descobriram que o oratório foi construído no primeiro andar de uma casa romana do século II; no piso superior foram desobertos restos de pisos em mosaico ainda in situ. No primeiro piso foram identificados restos de um túmulo monumental do século I a.C.